# Peña María el Porvenir
Peña María el Porvenir är en ort i Mexiko.   Den ligger i kommunen San Cristobal De Casas och delstaten Chiapas, i den sydöstra delen av landet, 800 km öster om huvudstaden Mexico City. Peña María el Porvenir ligger 2 371 meter över havet och antalet invånare är 115.
Terrängen runt Peña María el Porvenir är lite bergig. Runt Peña María el Porvenir är det tätbefolkat, med 459 invånare per kvadratkilometer. Närmaste större samhälle är San Cristóbal de las Casas, 4,1 km norr om Peña María el Porvenir. I omgivningarna runt Peña María el Porvenir växer i huvudsak städsegrön lövskog.